# Martyres d'Orange
Vous pouvez aider à l'améliorer ou bien discuter des problèmes sur sa page de discussion.
- Il ne s’appuie pas, ou pas assez, sur des sources secondaires ou tertiaires. (Marqué depuis juin 2021)
- Son texte doit être wikifié : il ne correspond pas à la mise en forme Wikipédia (style, typographie, liens internes, liens entre les wikis, etc.). (Marqué depuis juin 2021)

- Archive Wikiwix
- Bing
- Cairn
- DuckDuckGo
- E. Universalis
- Gallica
- Google
- G. Books
- G. News
- G. Scholar
- Persée
- Qwant
- (zh) Baidu
- (ru) Yandex
- (wd) trouver des œuvres sur Wikidata

Les trente-deux bienheureuses martyres d'Orange sont des religieuses guillotinées en 1794 à Orange,,.
Elles ont été béatifiées le 10 mai 1925 par Pie XI,.

## Les martyres

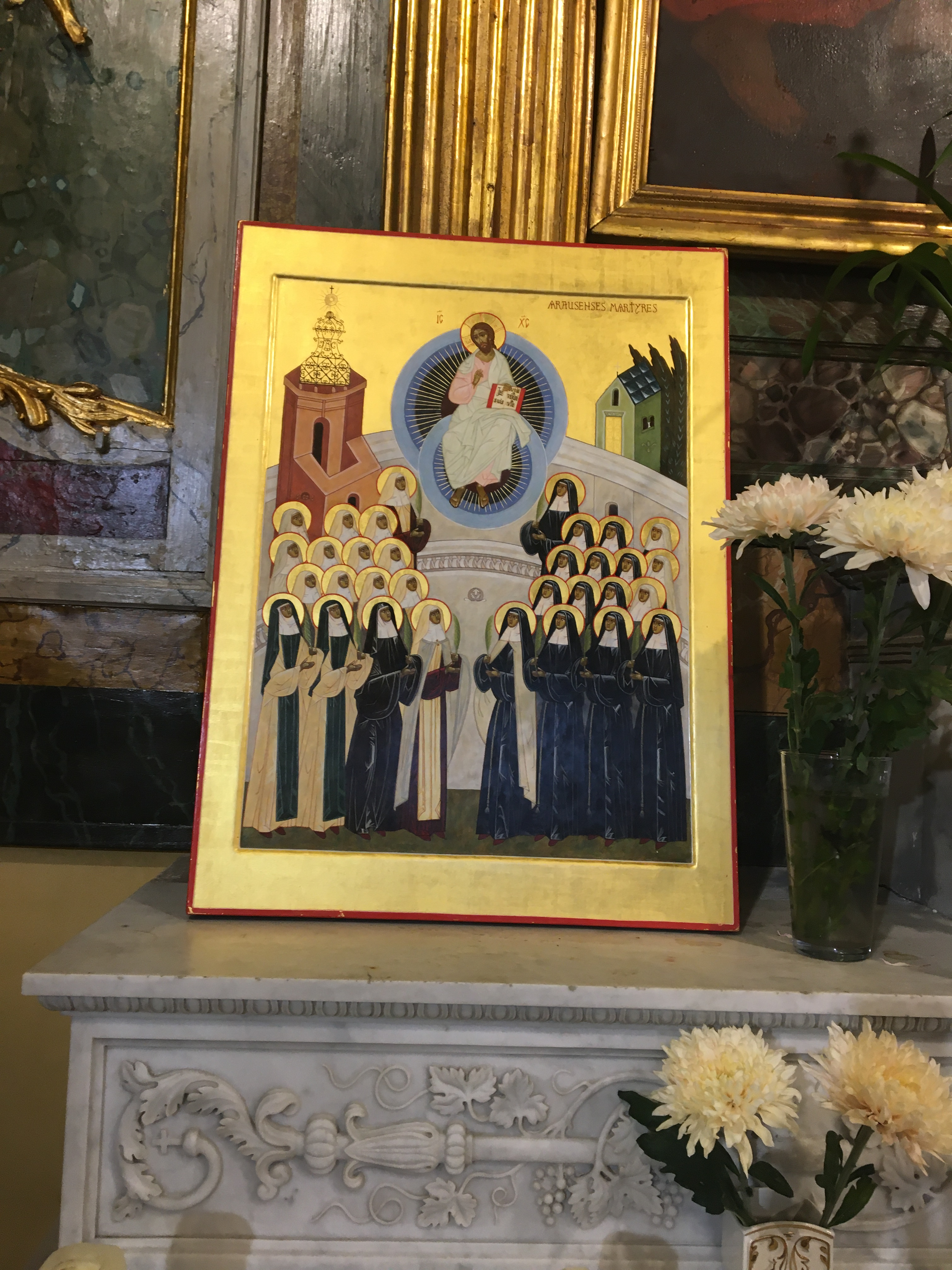
Icône Bienheureuses Martyres d'Orange Chapelle Couvent Ursulines de Bollène

### Ursulines de Bollène
- Sœur Sainte-Mélanie (Madeleine de Guilhermier, née à Bollène en 1733), guillotinée le 9 juillet ;
- Sœur Marie-des-Anges (Marie-Anne de Rocher), née à Bollène en 1755), guillotinée le 9 juillet ;
- Sœur Sainte-Sophie (Gertrude d’Alauzier, née à Bollène en 1757), guillotinée le 10 juillet ;
- Sœur Agnès (Sylvie de Romillon, née à Bollène en 1750), guillotinée le 10 juillet ;
- Sœur Saint-François (Marie-Anne Lambert, née à Pierrelatte en 1742), guillotinée le 13 juillet ;
- Sœur Saint-Gervais, supérieure (Marie-Anastasie de Roquard, née à Bollène en 1749), guillotinée le 15 juillet ;
- Sœur Saint-Michel (Marie-Anne Doux, née à Bollène en 1738), guillotinée le 16 juillet ;
- Sœur Saint-André (Marie-Rose Laye, née à Bollène en 1728), guillotinée le 16 juillet ;
- Sœur Claire (Claire Dubas, née à Laudun en 1727) guillotinée le 26 juillet[6].

### Ursulines de Pont-Saint-Esprit
- Sœur Sainte-Sophie (Marguerite de Berbegie d’Albarède, née à Saint-Laurent-de-Carnols en 1740), guillotinée le 11 juillet ;
- Sœur Saint-Bernard (Jeanne-Marie de Romillon, née à Bollène en 1753), guillotinée le 12 juillet ;
- Sœur Saint-Basile (Anne Cartier, née à Livron en 1733), guillotinée le 26 juillet ;
- Sœur Catherine de Jésus (Marie-Madeleine de Justamond, née à Bollène en 1724), guillotinée le 26 juillet.

### Ursulines d’autres couvents des environs d’Orange
- Sœur Sainte-Françoise, du couvent de Carpentras (Marie-Anne Depeyre, née à Tulette en 1756), guillotinée le 13 juillet.
- Sœur du Cœur-de-Marie, du couvent de Pernes (Dorothée de Justamond, née à Bollène en 1743), guillotinée le 16 juillet.
- Sœur du Cœur-de-Jésus, du couvent de Sisteron (Élisabeth Consolin, née à Courthézon en 1736), guillotinée le 26 juillet.

### Sacramentinesde Bollène

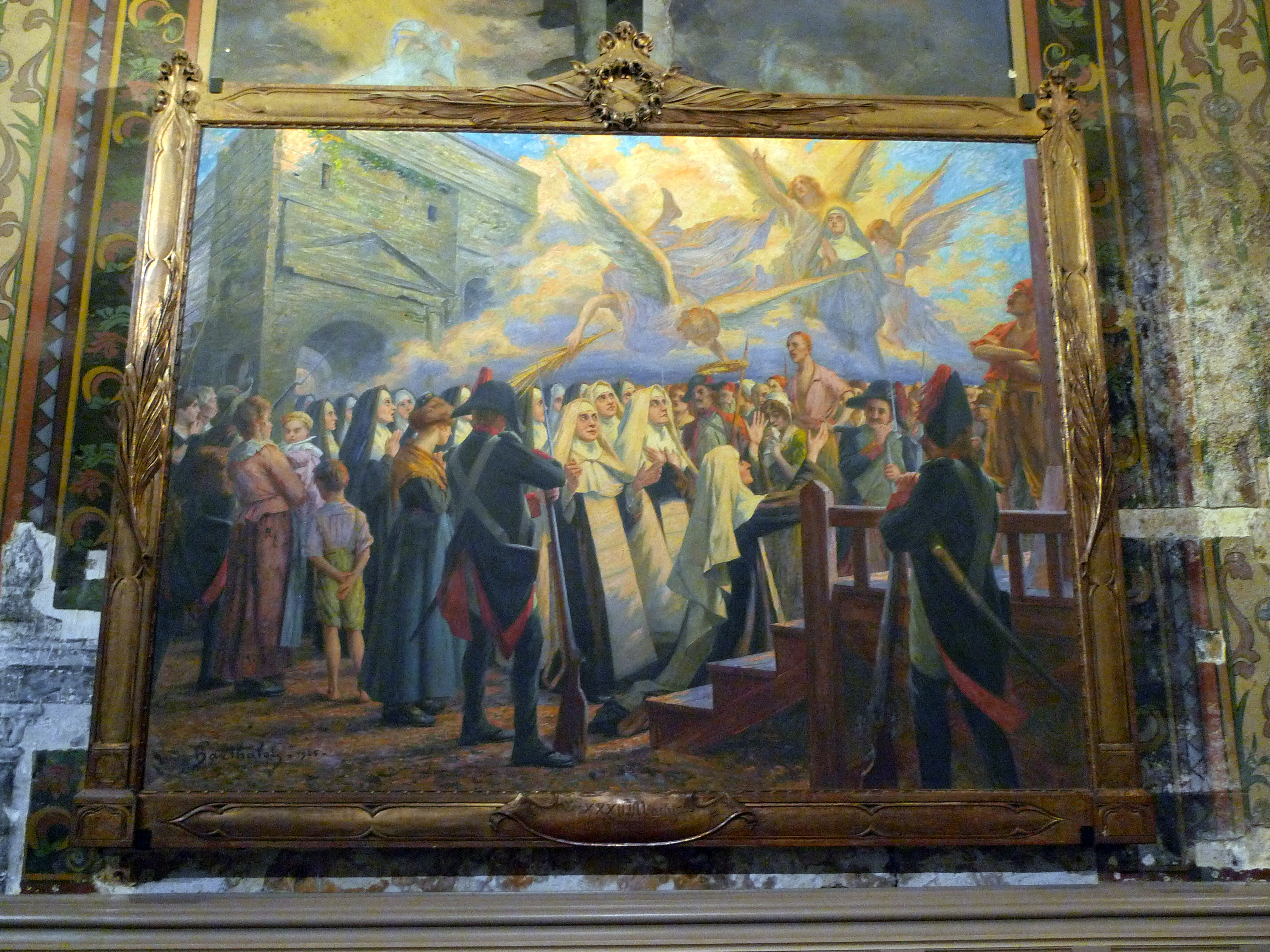
Tableau des bienheureuses martyres d'Orange cathédrale Notre-Dame de Nazareth

- Sœur Iphigénie (Marie-Gabrielle-Françoise-Suzanne de Gaillard de Lavaldène, née à Bollène en 1761), guillotinée le 7 juillet ;
- Sœur Sainte-Pélagie (Rosalie-Clotilde Bès, née à La Baume-de-Transit en 1753), guillotinée le 11 juillet ;
- Sœur Théotiste (Marie-Élisabeth Pélissier, née à Bollène en 1741), guillotinée le 11 juillet[7] ;
- Sœur Saint-Martin (Marie-Claire Blanc, née à Bollène en 1742), guillotinée le 11 juillet ;
- Sœur Rose (Thérèse Talieu, née à Bollène en 1746), guillotinée le 12 juillet[8] ;
- Sœur Marthe du Bon-Ange (Marie Cluse, née à Bouvante en 1761), guillotinée le 12 juillet ;
- Sœur Madeleine de la Mère de Dieu (Élisabeth Verchière, née à Bollène en 1769), guillotinée le 12 juillet[9] ;
- Sœur de l'Annonciation (Thérèse Faurie, née à Sérignan en 1770), guillotinée le 12 juillet ;
- Sœur Saint-Alexis (Andrée Minutte, née à Sérignan en 1740), guillotinée le 12 juillet[10] ;
- Sœur Aimée (Marie-Rose de Gordon, née à Mondragon en 1733), guillotinée le 16 juillet[11] ;
- Sœur Marie-de-Jésus (Marie-Thérèse Charrensol, née à Richerenches en 1758), guillotinée le 16 juillet ;
- Sœur Saint-Joachim (Marie-Anne Béguin-Royal, née à Bouvante en 1736, tante de Marie Cluse), guillotinée le 16 juillet ;
- Sœur Saint-Augustin (Marie-Marguerite Bonnet, née à Sérignan en 1719), guillotinée le 26 juillet.

### Cisterciennes de Sainte-Catherine d'Avignon
- Sœur Marie de Saint-Henri (Marguerite de Justamond, née à Bollène en 1746), guillotinée le 12 juillet[12] ;
- Sœur Madeleine du Saint-Sacrement (Madeleine de Justamond, née à Bollène en 1754), guillotinée le 16 juillet.

### Bénédictine de Caderousse
- Sœur Marie-Rose (Suzanne Deloye, née à Sérignan en 1741), guillotinée le 6 juillet.